# نوگووچتسه
نوگووچتسه (به لاتین: Nogowczyce) یک روستا در لهستان است که در گمینا اویازد (استان اوپوله) واقع شده‌است. نوگووچتسه ۲۹۰ نفر جمعیت دارد.